# Demos
Demos (altgriechisch δῆμος dḗmos, meist als „Staatsvolk“ aufgefasst, im Gegensatz zu ἔθνος éthnos, deutsch ‚Volk‘; Plural im Deutschen Demen) bezeichnet im antiken Griechenland vermutlich ursprünglich das Zusammensiedeln einzelner Sippen. Bei Homer und Hesiod steht der Begriff meist für ein Gebiet oder Land und davon abgeleitet für das dort lebende Volk. Die antike Überlieferung zu historischen Zeiten versteht unter dem Begriff in der Regel eine Dorf- oder Siedlungsgemeinschaft als kleinster Verwaltungseinheit innerhalb einer antiken griechischen Polis (Pl. Poleis). Dies gilt insbesondere für das ionisch-attische Siedlungsgebiet, trifft aber auch für einige dorische Poleis zu. So werden im politischen Bereich Gemeinden, gemeinhin auch die Gesamtzahl der Vollbürger einer Polis Demos genannt. Da nur Bürger mit vollem Bürgerrecht – beispielsweise in der attischen Demokratie, von der diesbezüglich die umfangreichste Überlieferung erhalten ist – an der Volksversammlung teilnehmen konnten, wurde auch auf diese das Wort Demos übertragen. Zudem bezeichnet der Begriff das „einfache Volk“ oder den Pöbel, schließlich fast synonym den Staat an sich.
In der Spätantike und während der byzantinischen Zeit unterschied man zwischen Demos und der Pluralform Demoi: war jenes der Kennzeichnung der unteren und mittleren Bevölkerungsschichten einer Stadt, insbesondere Konstantinopels, vorbehalten, war dieses der Name für die dortigen Fraktionen der Wagenrennen. Demgegenüber leitet sich im heutigen Griechenland die unterste kommunale Verwaltungseinheit von der entsprechenden Bedeutung „Gemeinde“ des Wortes Demos ab. In der Soziologie wurde Demos als politisch-rechtlicher Begriff aufgegriffen.

## Demos in der Antike
In Athen gab es Demen bereits in vorkleisthenischer Zeit. Damit wurden in der Regel dörfliche Siedlungskerne bezeichnet, die abseits der asty genannten athenischen Kernstadt lagen. Es gibt keine Hinweise darauf, dass sie irgendeine Rolle in Politik oder Verwaltung gespielt hätten. Im Rahmen der Kleisthenischen Reformen im Jahr 508/507 v. Chr. wurden sie die Grundeinheiten der neuen politischen Ordnung. Jeder Demos wurde einer der dreißig neu geschaffenen Trittyen zugeordnet und war über diese Mitglied einer der zehn attischen Phylen. Benannt wurden die Demen nach ihrem Hauptort – etwa Eleusis, das sowohl Ort und Demos als auch namensgebend für eine Trittys war –, nach Adelsfamilien, Landschaftsmerkmalen, Besonderheiten der Flora, nach angesiedeltem Handwerk oder nach Heroen.
Kleisthenes schrieb jeden freien Bewohner Athens und Attikas einem der ursprünglich 100 eingerichteten Demen zu, dessen Mitglied (Demotes) er damit wurde. Im Lauf der Zeit erhöhte sich durch Teilungen die Anzahl der Demen und umfasste zur Zeit Strabons 174 Einheiten. Die Einschreibung zu einem Demos blieb dauerhaft, wurde vererbt und konnte auch durch Umzug in einen anderen Demos nicht geändert werden. Lediglich die Adoption führte zu einem Wechsel der Demoszugehörigkeit, was durch die Vererbbarkeit der Zuweisung bedingt war. Der Name des Demos wurde offizieller Bestandteil des Namens eines Bewohners, ausgedrückt durch das Demotikon, etwa Panaitios aus dem Demos Hamaxanteia.
Wurde Fremden das athenische Bürgerrecht verliehen, hatten sie sich in einem Demos ihrer Wahl einzuschreiben. Über ihre Aufnahme in diesem Demos wurde dann durch Abstimmung der Demoten entschieden. Eine Ablehnung konnte vor der allgemeinen Volksversammlung angefochten und neu entschieden werden. Gleiches galt für die Aufnahme volljähriger Söhne der Demoten. Wenn sie aufgenommen wurden, trug man sie in die entsprechende Bürgerliste des Demos ein. Einwohner fremder Demen wurden in gesonderten Listen geführt. Gleiches galt für Metoiken, bürgerrechtslose Fremde, die in Athen lebten. Wichtig waren diese Bürgerlisten der Demen für die Verteilung des Steueraufkommens, für die Aushebung der Demoten im Kriegsfall sowie die Beteiligung und Festlegung von Beiträgen zu Staatsfesten.
Für den Rat der Fünfhundert in Athen, die Bule, entsandte jeder Demos eine festgelegte und von seiner Größe abhängige Anzahl von Vertretern, die durch Los aus den Mitgliedern eines Demos bestimmt wurde. Je nach Größe konnte dies nur ein Vertreter sein, bei großen Demen aber auch bis zu 22 betragen, etwa in Acharnes, dem größten attischen Demos. Eine Vorstellung von der Proportionalität mag der Demos Halimus geben, der bei etwa 73 bis 90 Demoten drei Vertreter in die Bule entsandte. Die Mitglieder eines Demos versammelten sich regelmäßig oder außerordentlich. Jeder Demos hatte einen Demarchos als Vorsteher, daneben aber auch Verwalter, Rechenschaftsbeamte, Schreiber, Herolde sowie Priester und Priesterinnen für die lokalen demotischen Kulte und Heiligtümer.
Von zahlreichen anderen Orten sind die Namen von Demen überliefert, zumeist ist ihre Einbindung in das politische Gefüge der jeweiligen Polis jedoch unklar. Beispiele finden sich für Milet, für Naxos, für Lindos und andere Orte auf Rhodos, aber auch für Orte des griechischen Festlandes wie Mantineia, Tegea, Patrai und andere.

## Heutige Bedeutung
Das neugriechische Wort Dimos (griechisch δήμος (m. sg.), Mehrzahl dimi oder dimoi, ngr. δήμοι) hat die altgriechische Bedeutung „Gemeinde“ bewahrt. Schon während der osmanischen Zeit lag die lokale Verwaltung der griechischen Gemeinden in den Händen von demogerontes, „Gemeindeältesten.“ War Ioannis Kapodistrias nach dem griechischen Unabhängigkeitskrieg noch am Widerstand dieser Demogeronten gescheitert, auf kommunaler Ebene eine neue Verwaltungsgliederung durchzusetzen, so gehörte diese Reform zu den ersten Aufgaben, die vom 1832 gegründeten Königreich Griechenland in Angriff genommen worden waren. In diesem Rahmen wurden im Jahr 1833 die historischen Gemeinden Griechenlands aufgelöst, an ihre Stelle traten die neu konzipierten Dimoi als kleinste Einheit kommunaler Verwaltung. Sie bilden, trotz mehrfacher Neugliederungen, auch nach der Umsetzung des Kallikratis-Programms im Jahr 2010 die kommunale Ebene der politischen Gliederung Griechenlands. In Zypern bildet der Dimos ebenfalls eine der Gemeindeformen.

## Der Demos-Begriff in der Soziologie
In Abgrenzung zum ethnischen Volksbegriff Ethnos beschreibt Demos einen politischen und rechtlichen Begriff von Volk. Volk wird hier verstanden als ein soziales und politisches Gebilde, das Legitimation für das soziale Handeln allein aus den Willensbekundungen der Gemeinschaft bezieht. Der Begriff geht hier vor allem auf die „soziologischen Beiträge zur Volkstheorie“ des Soziologen Emerich K. Francis (1906–1994) zurück und wird vor allem zur Definition neuer Konzepte von Ethnizität u. a. von Friedrich Heckmann aufgegriffen.